# Paris-Troyes 2015
La 57e édition de Paris-Troyes a eu lieu le 15 mars 2015. La course fait partie du calendrier UCI Europe Tour 2015 en catégorie 1.2.
L'épreuve a été remportée lors d'un sprint massif par le Français David Menut (Auber 93) qui s'impose respectivement devant ses deux compatriotes Julien El Fares (Marseille 13 KTM) et Alexis Bodiot (Armée de Terre).

## Présentation

### Équipes
Classé en catégorie 1.2 de l'UCI Europe Tour, Paris-Troyes est par conséquent ouvert aux équipes continentales professionnelles françaises, aux équipes continentales, aux équipes nationales et aux équipes régionales et de clubs.
Vingt-six équipes participent à ce Paris-Troyes - une équipe continentale professionnelle, neuf équipes continentales et seize équipes régionales et de clubs :
| Équipe continentale professionnelle | Équipe continentale professionnelle | Équipe continentale professionnelle |
| Nom de l'équipe                     | Pays                                | Code                                |
| ----------------------------------- | ----------------------------------- | ----------------------------------- |
| Bretagne-Séché Environnement        | France                              | BSE                                 |

| Équipes continentales   | Équipes continentales | Équipes continentales |
| Nom de l'équipe         | Pays                  | Code                  |
| ----------------------- | --------------------- | --------------------- |
| Armée de Tarre          | France                | ADT                   |
| Auber 93                | France                | AUB                   |
| Differdange-Losch       | Luxembourg            | CCD                   |
| Joker                   | Norvège               | TJO                   |
| Marseille 13 KTM        | France                | M13                   |
| Murias Taldea           | Espagne               | MUR                   |
| Roth-Škoda              | Suisse                | ROT                   |
| Roubaix Lille Métropole | France                | RLM                   |
| Vorarlberg              | Autriche              | VBG                   |

| Équipes régionales et de clubs   | Équipes régionales et de clubs | Équipes régionales et de clubs |
| Nom de l'équipe                  | Pays                           | Code                           |
| -------------------------------- | ------------------------------ | ------------------------------ |
| Bourg-en-Bresse Ain              | France                         | BOU                            |
| CC Étupes                        | France                         | CCE                            |
| CC Nogent-sur-Oise               | France                         | NOG                            |
| CC Villeneuve Saint-Germain      | France                         | CCV                            |
| Charvieux-Chavagneux Isère       | France                         | CCI                            |
| CR4C Roanne                      | France                         | CR4                            |
| EC Raismes Petite-Forêt          | France                         | ECR                            |
| ESEG Douai-Origine Cycles        | France                         | ESD                            |
| Guidon chalettois                | France                         | GCH                            |
| Peltrax-CS Dammarie-lès-Lys      | France                         | PEL                            |
| Probikeshop Saint-Étienne Loire  | France                         | ECS                            |
| Rémy Meder Haguenau              | France                         | RMH                            |
| SCO Dijon                        | France                         | SCD                            |
| UV Aube-Club Champagne Charlott' | France                         | UVA                            |
| VC Caladois                      | France                         | VCC                            |
| VC Toucy                         | France                         | VCT                            |

### Règlement de la course

#### Primes
Les vingt prix sont attribués suivant le barème de l'UCI,. Le total général des prix distribués est de 6 010 €.
| Position | 1er     | 2e      | 3e    | 4e    | 5e    | 6e    | 7e    | 8e    | 9e    | 10e à 20e |
| Prix     | 2 425 € | 1 210 € | 607 € | 305 € | 240 € | 180 € | 180 € | 118 € | 118 € | 57 €      |

## Classements

### Classement final
| Classement final | Classement final | Classement final | Classement final                | Classement final  |
|                  | Coureur          | Pays             | Équipe                          | Temps             |
| ---------------- | ---------------- | ---------------- | ------------------------------- | ----------------- |
| 1er              | David Menut      | France           | Auber 93                        | en 4 h 9 min 50 s |
| 2e               | Julien El Fares  | France           | Marseille 13 KTM                | m.t               |
| 3e               | Alexis Bodiot    | France           | Armée de Terre                  | m.t               |
| 4e               | Jérémy Leveau    | France           | Roubaix Lille Métropole         | m.t               |
| 5e               | Thomas Damuseau  | France           | Roubaix Lille Métropole         | m.t               |
| 6e               | Andrea Pasqualon | Italie           | Roth-Škoda                      | m.t               |
| 7e               | Camille Chancrin | France           | Bourg-en-Bresse Ain             | m.t               |
| 8e               | César Bihel      | France           | Auber 93                        | m.t               |
| 9e               | Paul Sauvage     | France           | CR4C Roanne                     | m.t               |
| 10e              | Guillaume Bonnet | France           | Probikeshop Saint-Étienne Loire | m.t               |
| modifier         |                  |                  |                                 |                   |

### UCI Europe Tour
Ce Paris-Troyes attribue des points pour l'UCI Europe Tour 2015, par équipes seulement aux coureurs des équipes continentales professionnelles et continentales, individuellement à tous les coureurs sauf ceux faisant partie d'une équipe ayant un label WorldTeam.
| Position,          | 1er | 2e | 3e | 4e | 5e | 6e | 7e | 8e |
| Classement général | 40  | 30 | 16 | 12 | 10 | 8  | 6  | 3  |

## Liste des participants
- Liste de départ complète

| Légende | Légende                                                                    | Légende | Légende                                                    |
| ------- | -------------------------------------------------------------------------- | ------- | ---------------------------------------------------------- |
| Num     | Dossard de départ porté par le coureur sur ce Paris-Troyes                 | Pos     | Position à l'arrivée de la course                          |
|         | Indique un maillot de champion national ou mondial, suivi de sa spécialité | NP      | Indique un coureur qui n'a pas pris le départ de la course |
| AB      | Indique un coureur qui n'a pas terminé la course                           | HD      | Indique un coureur qui a terminé la course hors des délais |

| UV Aube-Club Champagne Charlott' UVA | UV Aube-Club Champagne Charlott' UVA | UV Aube-Club Champagne Charlott' UVA |
| ------------------------------------ | ------------------------------------ | ------------------------------------ |
| Num                                  | Coureur                              | Pos                                  |
| 1                                    | Anthony Picard (FRA)                 | AB                                   |
| 2                                    | Guillaume Hutin (FRA)                | AB                                   |
| 3                                    | David De Las Cuevas (FRA)            | NP                                   |
| 4                                    | Julien Bardin (FRA)                  | AB                                   |
| 5                                    | Joris Drucroq (FRA)                  | AB                                   |
| 6                                    | Guillaume Gaboriaud (FRA)            | 55e                                  |
| 7                                    | Pierre Paroissien (FRA)              | 56e                                  |
| 8                                    |                                      |                                      |
| Directeur sportif : ?                |                                      |                                      |

| Bretagne-Séché Environnement BSE | Bretagne-Séché Environnement BSE | Bretagne-Séché Environnement BSE |
| -------------------------------- | -------------------------------- | -------------------------------- |
| Num                              | Coureur                          | Pos                              |
| 11                               | Matthieu Boulo (FRA)             | 44e                              |
| 12                               | Benoît Jarrier (FRA)             | 40e                              |
| 13                               | Christophe Laborie (FRA)         | 19e                              |
| 14                               | Brice Feillu (FRA)               | NP                               |
| 15                               | Kévin Ledanois (FRA)             | 31e                              |
| 16                               | Armindo Fonseca (FRA)            | 14e                              |
| 17                               |                                  |                                  |
| 18                               |                                  |                                  |
| Directeur sportif : ?            |                                  |                                  |

| Roubaix Lille Métropole RLM | Roubaix Lille Métropole RLM | Roubaix Lille Métropole RLM |
| --------------------------- | --------------------------- | --------------------------- |
| Num                         | Coureur                     | Pos                         |
| 21                          | Julien Antomarchi (FRA)     | 70e                         |
| 22                          | Rudy Barbier (FRA)          | AB                          |
| 23                          | Thomas Damuseau (FRA)       | 5e                          |
| 24                          | Rudy Kowalski (FRA)         | 52e                         |
| 25                          | Jérémy Leveau (FRA)         | 4e                          |
| 26                          | Jimmy Turgis (FRA)          | 71e                         |
| 27                          |                             |                             |
| 28                          |                             |                             |
| Directeur sportif : ?       |                             |                             |

| Marseille 13 KTM M13  | Marseille 13 KTM M13      | Marseille 13 KTM M13 |
| --------------------- | ------------------------- | -------------------- |
| Num                   | Coureur                   | Pos                  |
| 31                    | Ignatas Konovalovas (LTU) | 22e                  |
| 32                    | Julien El Fares (FRA)     | 2e                   |
| 33                    | Julien Loubet (FRA)       | 41e                  |
| 34                    | Grégoire Tarride (FRA)    | AB                   |
| 35                    | Clément Penven (FRA)      | 43e                  |
| 36                    | Benjamin Giraud (FRA)     | AB                   |
| 37                    | Alexandre Blain (FRA)     | 15e                  |
| 38                    | Rémy Di Grégorio (FRA)    | 34e                  |
| Directeur sportif : ? |                           |                      |

| Armée de Terre ADT    | Armée de Terre ADT   | Armée de Terre ADT |
| --------------------- | -------------------- | ------------------ |
| Num                   | Coureur              | Pos                |
| 41                    | Romain Le Roux (FRA) | AB                 |
| 42                    | Jimmy Raibaud (FRA)  | 59e                |
| 43                    | Alexis Bodiot (FRA)  | 3e                 |
| 44                    | Quentin Pacher (FRA) | 112e               |
| 45                    | Julien Duval (FRA)   | AB                 |
| 46                    | Yann Guyot (FRA)     | 42e                |
| 47                    | Romain Combaud (FRA) | 45e                |
| 48                    | Yoann Barbas (FRA)   | 65e                |
| Directeur sportif : ? |                      |                    |

| Auber 93 AUB          | Auber 93 AUB            | Auber 93 AUB |
| --------------------- | ----------------------- | ------------ |
| Num                   | Coureur                 | Pos          |
| 51                    | César Bihel (FRA)       | 8e           |
| 52                    | Théo Vimpère (FRA)      | 58e          |
| 53                    | Alo Jakin (EST) (Route) | 49e          |
| 54                    | Pierre Gouault (FRA)    | 39e          |
| 55                    | David Menut (FRA)       | 1er          |
| 56                    | Julien Guay (FRA)       | 35e          |
| 57                    | Maxime Renault (FRA)    | 36e          |
| 58                    | Steven Tronet (FRA)     | 23e          |
| Directeur sportif : ? |                         |              |

| Joker TJO             | Joker TJO                   | Joker TJO |
| --------------------- | --------------------------- | --------- |
| Num                   | Coureur                     | Pos       |
| 61                    | Reidar Borgersen (NOR)      | 106e      |
| 62                    | Odd Christian Eiking (NOR)  | 11e       |
| 63                    | Amund Grøndahl Jansen (NOR) | 104e      |
| 64                    | Sindre Lunke (NOR)          | 28e       |
| 65                    | Bjørn Tore Hoem (NOR)       | 25e       |
| 66                    | Truls Engen Korsæth (NOR)   | 116e      |
| 67                    | Vegard Stake Laengen (NOR)  | 20e       |
| 68                    | Philip Lindau (SWE)         | 68e       |
| Directeur sportif : ? |                             |           |

| Murias Taldea MUR     | Murias Taldea MUR        | Murias Taldea MUR |
| --------------------- | ------------------------ | ----------------- |
| Num                   | Coureur                  | Pos               |
| 71                    | Egoitz García (ESP)      | 12e               |
| 72                    | Imanol Estévez (ESP)     | AB                |
| 73                    | Eneko Lizarralde (ESP)   | 82e               |
| 74                    | Adrián González (ESP)    | 37e               |
| 75                    | Jon Ander Insausti (ESP) | 67e               |
| 76                    | Aritz Bagües (ESP)       | 93e               |
| 77                    | Unai Intziarte (ESP)     | 94e               |
| 78                    | Ander Barrenetxea (ESP)  | AB                |
| Directeur sportif : ? |                          |                   |

| Vorarlberg VBG        | Vorarlberg VBG           | Vorarlberg VBG |
| --------------------- | ------------------------ | -------------- |
| Num                   | Coureur                  | Pos            |
| 81                    | Nicolas Baldo (FRA)      | 26e            |
| 82                    | Víctor de la Parte (ESP) | 38e            |
| 83                    | Manuel Schreiber (AUT)   | AB             |
| 84                    | Daniel Lehner (AUT)      | 33e            |
| 85                    | Clément Koretzky (FRA)   | AB             |
| 86                    | Patrick Jäger (AUT)      | 83e            |
| 87                    | Daniel Paulus (AUT)      | AB             |
| 88                    | Nicolas Winter (SUI)     | 87e            |
| Directeur sportif : ? |                          |                |

| Differdange-Losch CCD | Differdange-Losch CCD    | Differdange-Losch CCD |
| --------------------- | ------------------------ | --------------------- |
| Num                   | Coureur                  | Pos                   |
| 91                    | Cedric Raymackers (BEL)  | 98e                   |
| 92                    | Johan Coenen (BEL)       | 29e                   |
| 93                    | Gediminas Kaupas (LTU)   | AB                    |
| 94                    | Thomas Deruette (BEL)    | AB                    |
| 95                    | Jānis Dakteris (LAT)     | AB                    |
| 96                    | Pontus Kastemyr (SWE)    | 51e                   |
| 97                    | Tom Thill (LUX)          | 53e                   |
| 98                    | Edgaras Kovaliovas (LTU) | AB                    |
| Directeur sportif : ? |                          |                       |

| Roth-Škoda ROT        | Roth-Škoda ROT               | Roth-Škoda ROT |
| --------------------- | ---------------------------- | -------------- |
| Num                   | Coureur                      | Pos            |
| 101                   | Michael Bresciani (ITA)      | 96e            |
| 102                   | Andrea Pasqualon (ITA)       | 6e             |
| 103                   | Alessio Bottura (ITA)        | 97e            |
| 104                   | Yannick Eckmann (USA)        | 48e            |
| 105                   | Temesgen Teklehaimanot (ERI) | AB             |
| 106                   | Dylan Page (SUI)             | 91e            |
| 107                   | Giacomo Tomio (ITA)          | 100e           |
| 108                   | Andrea Vaccher (ITA)         | 66e            |
| Directeur sportif : ? |                              |                |

| CC Étupes CCE         | CC Étupes CCE            | CC Étupes CCE |
| --------------------- | ------------------------ | ------------- |
| Num                   | Coureur                  | Pos           |
| 111                   | Jérémy Maison (FRA)      | AB            |
| 112                   | Thomas Bouteille (FRA)   | 111e          |
| 113                   | Édouard Lauber (FRA)     | AB            |
| 114                   | Pierre Idjouadiene (FRA) | AB            |
| 115                   | Guillaume Martin (FRA)   | 30e           |
| 116                   | Damien Touzé (FRA)       | 80e           |
| 117                   | Léo Vincent (FRA)        | 50e           |
| 118                   | Hugo Hofstetter (FRA)    | 95e           |
| Directeur sportif : ? |                          |               |

| CC Villeneuve Saint-Germain CCV | CC Villeneuve Saint-Germain CCV | CC Villeneuve Saint-Germain CCV |
| ------------------------------- | ------------------------------- | ------------------------------- |
| Num                             | Coureur                         | Pos                             |
| 121                             | Charálampos Kastrantás (GRE)    | 90e                             |
| 122                             | Polychrónis Tzortzákis (GRE)    | 75e                             |
| 123                             | Alex Wohler (AUS)               | 102e                            |
| 124                             | Dany Maffeïs (FRA)              | AB                              |
| 125                             | Quentin Tanis (FRA)             | AB                              |
| 126                             | Gwennaël Talloneau (FRA)        | 63e                             |
| 127                             | Alexis Martin (FRA)             | AB                              |
| 128                             | Johan Paque (FRA)               | 81e                             |
| Directeur sportif : ?           |                                 |                                 |

| CC Nogent-sur-Oise NOG | CC Nogent-sur-Oise NOG | CC Nogent-sur-Oise NOG |
| ---------------------- | ---------------------- | ---------------------- |
| Num                    | Coureur                | Pos                    |
| 131                    | Benoît Daeninck (FRA)  | NP                     |
| 132                    | Marc Fournier (FRA)    | AB                     |
| 133                    | Sébastien Havot (FRA)  | AB                     |
| 134                    | Jérémy Lecroq (FRA)    | AB                     |
| 135                    | Nicolas Legras (FRA)   | AB                     |
| 136                    | Justin Mottier (FRA)   | AB                     |
| 137                    | Félix Pouilly (FRA)    | AB                     |
| 138                    |                        |                        |
| Directeur sportif : ?  |                        |                        |

| Probikeshop Saint-Étienne Loire ECS | Probikeshop Saint-Étienne Loire ECS | Probikeshop Saint-Étienne Loire ECS |
| ----------------------------------- | ----------------------------------- | ----------------------------------- |
| Num                                 | Coureur                             | Pos                                 |
| 141                                 | Guillaume Bonnet (FRA)              | 10e                                 |
| 142                                 | Lucas Barjon (FRA)                  | 89e                                 |
| 143                                 | Tom Bossis (FRA)                    | 74e                                 |
| 144                                 | Bastien Lhomme (FRA)                | AB                                  |
| 145                                 | Romain Faussurier (FRA)             | AB                                  |
| 146                                 | Bastien Ruffinengo (FRA)            | AB                                  |
| 147                                 | Aksel Nõmmela (EST)                 | 78e                                 |
| 148                                 | Cédric Pla (FRA)                    | 69e                                 |
| Directeur sportif : ?               |                                     |                                     |

| ESEG Douai-Origine Cycles ESD | ESEG Douai-Origine Cycles ESD | ESEG Douai-Origine Cycles ESD |
| ----------------------------- | ----------------------------- | ----------------------------- |
| Num                           | Coureur                       | Pos                           |
| 151                           | Kenny Bouvry (BEL)            | 115e                          |
| 152                           | Valentin Gouel (FRA)          | AB                            |
| 153                           | Arthur Fobert (FRA)           | AB                            |
| 154                           | Matthias Legley (BEL)         | AB                            |
| 155                           | Samuel Leroux (FRA)           | 24e                           |
| 156                           | Yoann Moreau (FRA)            | NP                            |
| 157                           | Niels Nachtergaele (BEL)      | 61e                           |
| 158                           | Lucas Poiret (FRA)            | AB                            |
| Directeur sportif : ?         |                               |                               |

| CR4C Roanne CR4       | CR4C Roanne CR4         | CR4C Roanne CR4 |
| --------------------- | ----------------------- | --------------- |
| Num                   | Coureur                 | Pos             |
| 161                   | Geoffrey Bouchard (FRA) | 72e             |
| 162                   | Maxence Pedreno (FRA)   | 85e             |
| 163                   | Florian Dumourier (FRA) | 27e             |
| 164                   | Mathieu Fernandes (FRA) | 32e             |
| 165                   | Lucas Papillon (FRA)    | 57e             |
| 166                   | Thomas Lassaigne (FRA)  | AB              |
| 167                   | Nick Schultz (AUS)      | 13e             |
| 168                   | Paul Sauvage (FRA)      | 9e              |
| Directeur sportif : ? |                         |                 |

| SCO Dijon SCD         | SCO Dijon SCD           | SCO Dijon SCD |
| --------------------- | ----------------------- | ------------- |
| Num                   | Coureur                 | Pos           |
| 171                   | Julien Bernard (FRA)    | 105e          |
| 172                   | Cédric Gaoua (FRA)      | AB            |
| 173                   | Quentin Bernier (FRA)   | AB            |
| 174                   | Jérémy Defaye (FRA)     | AB            |
| 175                   | Charles Meunier (FRA)   | AB            |
| 176                   | Alexandre Gaspari (FRA) | 54e           |
| 177                   | Alexandre Pacot (FRA)   | AB            |
| 178                   | Alliaume Leblond (FRA)  | 21e           |
| Directeur sportif : ? |                         |               |

| Peltrax-CS Dammarie-lès-Lys PEL | Peltrax-CS Dammarie-lès-Lys PEL | Peltrax-CS Dammarie-lès-Lys PEL |
| ------------------------------- | ------------------------------- | ------------------------------- |
| Num                             | Coureur                         | Pos                             |
| 181                             | Clément Thominet (FRA)          | AB                              |
| 182                             | Bastien De Vido (FRA)           | 88e                             |
| 183                             | Kévin Le Cunff (FRA)            | 18e                             |
| 184                             | Clément Lhotellerie (FRA)       | 114e                            |
| 185                             | Dimitri Ilongo (FRA)            | NP                              |
| 186                             | Thomas Peyroton-Dartet (FRA)    | 62e                             |
| 187                             | Romain Lebreton (FRA)           | AB                              |
| 188                             | Alexandre Riegert (FRA)         | AB                              |
| Directeur sportif : ?           |                                 |                                 |

| Rémy Meder Haguenau RMH | Rémy Meder Haguenau RMH   | Rémy Meder Haguenau RMH |
| ----------------------- | ------------------------- | ----------------------- |
| Num                     | Coureur                   | Pos                     |
| 191                     | Jean-François Bentz (FRA) | AB                      |
| 192                     | Gaëtan Huck (FRA)         | NP                      |
| 193                     | Quentin Labous (FRA)      | NP                      |
| 194                     | Nicolas Loustaunou (FRA)  | 108e                    |
| 195                     | Julien Pierrat (FRA)      | AB                      |
| 196                     | Pierre Schuler (FRA)      | AB                      |
| 197                     | Mathieu Teychenne (FRA)   | AB                      |
| 198                     |                           |                         |
| Directeur sportif : ?   |                           |                         |

| VC Toucy VCT          | VC Toucy VCT            | VC Toucy VCT |
| --------------------- | ----------------------- | ------------ |
| Num                   | Coureur                 | Pos          |
| 201                   | Geoffrey Corniau (FRA)  | AB           |
| 202                   | Antoine Bravard (FRA)   | AB           |
| 203                   | Victor Gousset (FRA)    | AB           |
| 204                   | Benoît Geoffroy (FRA)   | AB           |
| 205                   | Adrien Guillonnet (FRA) | AB           |
| 206                   | Aurélien Lionnet (FRA)  | 101e         |
| 207                   | Luc Lutsen (FRA)        | NP           |
| 208                   | Benjamin Pascual (FRA)  | NP           |
| Directeur sportif : ? |                         |              |

| VC Caladois VCC       | VC Caladois VCC        | VC Caladois VCC |
| --------------------- | ---------------------- | --------------- |
| Num                   | Coureur                | Pos             |
| 211                   | Bastien Duculty (FRA)  | 109e            |
| 212                   | Kévin Dutang (FRA)     | 110e            |
| 213                   | Clément Carisey (FRA)  | AB              |
| 214                   | Dorian Lebrat (FRA)    | 77e             |
| 215                   | Benjamin Olivier (FRA) | 103e            |
| 216                   | Francis Genetier (FRA) | 86e             |
| 217                   |                        |                 |
| 218                   |                        |                 |
| Directeur sportif : ? |                        |                 |

| Charvieux-Chavagneux Isère CCI | Charvieux-Chavagneux Isère CCI | Charvieux-Chavagneux Isère CCI |
| ------------------------------ | ------------------------------ | ------------------------------ |
| Num                            | Coureur                        | Pos                            |
| 221                            | Damien Albaret (FRA)           | AB                             |
| 222                            | Jérémy Bescond (FRA)           | 60e                            |
| 223                            | Maxime Chappe (FRA)            | 76e                            |
| 224                            | Quentin Charles (FRA)          | AB                             |
| 225                            | Baptiste Domanico (FRA)        | NP                             |
| 226                            | Antoine Lavieu (FRA)           | AB                             |
| 227                            | Maxime Froidevaux (SUI)        | AB                             |
| 228                            | Julien Paraz (FRA)             | AB                             |
| Directeur sportif : ?          |                                |                                |

| EC Raismes Petite-Forêt ECR | EC Raismes Petite-Forêt ECR | EC Raismes Petite-Forêt ECR |
| --------------------------- | --------------------------- | --------------------------- |
| Num                         | Coureur                     | Pos                         |
| 231                         | Nicolas Pelleriaux (FRA)    | 79e                         |
| 232                         | Alexis Caresmel (FRA)       | 113e                        |
| 233                         | Florian Deriaux (FRA)       | AB                          |
| 234                         | Vincent Fourrier (FRA)      | AB                          |
| 235                         | Dany Kowalski (FRA)         | AB                          |
| 236                         | Mehdi Flahaut (FRA)         | AB                          |
| 237                         | Christophe Masson (FRA)     | 47e                         |
| 238                         | Aurélien Thilloy (FRA)      | NP                          |
| Directeur sportif : ?       |                             |                             |

| Bourg-en-Bresse Ain BOU | Bourg-en-Bresse Ain BOU   | Bourg-en-Bresse Ain BOU |
| ----------------------- | ------------------------- | ----------------------- |
| Num                     | Coureur                   | Pos                     |
| 241                     | Yoann Michaud (FRA)       | AB                      |
| 242                     | Žydrūnas Savickas (LTU)   | 107e                    |
| 243                     | Simon Buttner (FRA)       | 99e                     |
| 244                     | Cristóbal Olavarría (CHL) | 16e                     |
| 245                     | Camille Chancrin (FRA)    | 7e                      |
| 246                     | Julien Liponne (FRA)      | 64e                     |
| 247                     | Alexis Romeder (FRA)      | 92e                     |
| 248                     | Lionel Genthon (FRA)      | NP                      |
| Directeur sportif : ?   |                           |                         |

| Guidon chalettois GCH | Guidon chalettois GCH   | Guidon chalettois GCH |
| --------------------- | ----------------------- | --------------------- |
| Num                   | Coureur                 | Pos                   |
| 251                   | Pierre Ronxin (FRA)     | AB                    |
| 252                   | Stéphane Duguenet (FRA) | NP                    |
| 253                   | Romain Barroso (FRA)    | 46e                   |
| 254                   | Sébastien Foucher (FRA) | NP                    |
| 255                   | Adrien Quinio (FRA)     | 73e                   |
| 256                   | Ronan Racault (FRA)     | 17e                   |
| 257                   | Alexis Villain (FRA)    | AB                    |
| 258                   | Joey Wastiaux (FRA)     | 84e                   |
| Directeur sportif : ? |                         |                       |